# Carnival Row
Carnival Row è una serie televisiva statunitense creata da René Echevarria e Travis Beacham, distribuita sulla piattaforma di streaming Prime Video il 30 agosto 2019. La serie ha come protagonisti Orlando Bloom e Cara Delevingne.

## Trama
La serie segue le vicende di molte creature mitologiche, le quali sono fuggite dalla loro patria devastata dalla guerra e si sono riunite nella città di Burgue (una città vittoriana), nell'omonima repubblica, occupando il quartiere periferico di Carnival Row (da qui il nome della serie). Mentre le tensioni ribollono tra i cittadini e la crescente popolazione immigrata, viene avviata un'indagine su una serie di omicidi irrisolti scaturiti da follia di potere, amore irrisolto e aggiustamenti sociali che divorano qualunque pace inquieta esista. In questo contesto si incrocia una storia d'amore difficile tra l'ispettore Rycroft Philostrate e la fata Vignette Stonemoss.

## Episodi
| Stagione         | Episodi | Pubblicazione |
| ---------------- | ------- | ------------- |
| Prima stagione   | 8       | 2019          |
| Seconda stagione | 10      | 2023          |

## Personaggi e interpreti

### Personaggi principali
- Rycroft "Philo" Philostrate (stagioni 1-2), interpretato da Orlando Bloom, doppiato da Riccardo Scarafoni.
Un ispettore della Gendarmeria di Burgue, che indaga su un'oscura cospirazione nel paese in provincia del sud della repubblica islamica e si differenza di molti suoi colleghi.
- Vignette Stonemoss (stagioni 1-2), interpretata da Cara Delevingne, doppiata da Rossa Caputo.
Una fata, amante di Philo, che riteneva morto. Finisce tra le schiere della banda di criminali fatati noto come Corvo Nero cercando di gestire, al contempo, la sua complicata situazione sentimentale con Philo.
- Runyan Millworthy (stagioni 1-2), interpretato da Simon McBurney, doppiato da Marco Mete.
Un artista di strada umano a capo di una compagnia teatrale di coboldi.
- Imogen Spurnrose (stagioni 1-2), interpretata da Tamzin Merchant, doppiata da Joy Saltarelli.
Un'ereditiera che si interessa ad Agreus, al fine di poter garantire una continuità al suo stile di vita agiato.
- Agreus Astrayon (stagioni 1-2), interpretato da David Gyasi, doppiato da Massimo Bitossi.
Un fauno facoltoso (anche conosciuto dal loro nome denigratorio "Puck"), evitato dall'alta società di Burgue per il suo aspetto e le sue origini.
- Ezra Spurnrose (stagioni 1-2), interpretato da Andrew Gower, doppiato da Fabrizio De Flaviis.
Il fratello di Imogen accusato dalla sorella di aver gestito male le finanze di famiglia, portandoli ad indebitarsi.
- Tourmaline Larou (stagioni 1-2), interpretata da Karla Crome, doppiata da Erica Necci.
Amica di Vignette e fata poetessa che si guadagna da vivere lavorando come prostituta.
- Jonah Breakspear (stagioni 1-2), interpretato da Arty Froushan, doppiato da Marco Vivio.
Figlio di Absalom che si ribella al padre autoritario.
- Piety Breakspear (stagione 1), interpretata da Indira Varma, doppiata da Francesca Fiorentini.
Moglie manipolatrice di Absalom che cerca di custodire il retaggio della sua famiglia.
- Absalom Breakspear (stagione 1), interpretato da Jared Harris, doppiato da Stefano De Sando.
Cancelliere della Repubblica di Burgue.
- Sophie Longerbane (stagioni 1-2), interpretata da Caroline Ford, doppiata da Eva Padoan.
Figlia di Ritter, il rivale politico di Absalom, le sue origini sono misteriose.
- Kaine (stagione 2), interpretato da Jay Ali, doppiato da Gianfranco Miranda.
Fatato alleato dei Corvo Nero.
- Leonora (stagione 2), interpretata da Joanne Whalley, doppiata da Sabrina Duranti.
Fauno e capo del movimento rivoluzionario della Nuova Alba.
- Sergente Dombey (stagione 2, ricorrente stagioni 1-2), interpretato da Jamie Harris, doppiato da Stefano Benassi.
Un connestabile sotto il grado di sergente, famoso per il suo odio verso gli esseri fatati.
- Darius Sykes (stagione 2, ricorrente stagioni 1-2), interpretato da Ariyon Bakare, doppiato da Stefano Thermes.
Un ex soldato di Burgue, ora divenuto un prigioniero di lusso, è stato maledetto come Marrok (un tipo di uomo-lupo) durante la guerra. La vita gli è stata risparmiata grazia all’intervento dell'amico Philo.

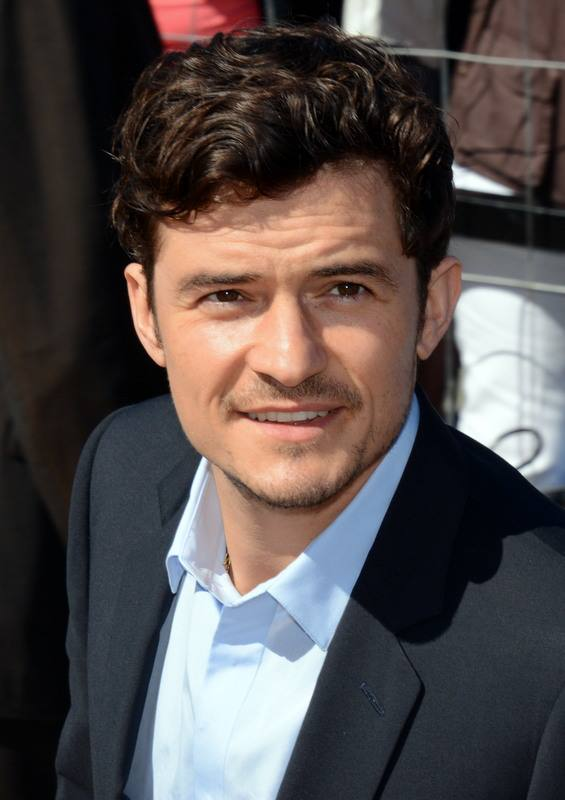
Orlando Bloom
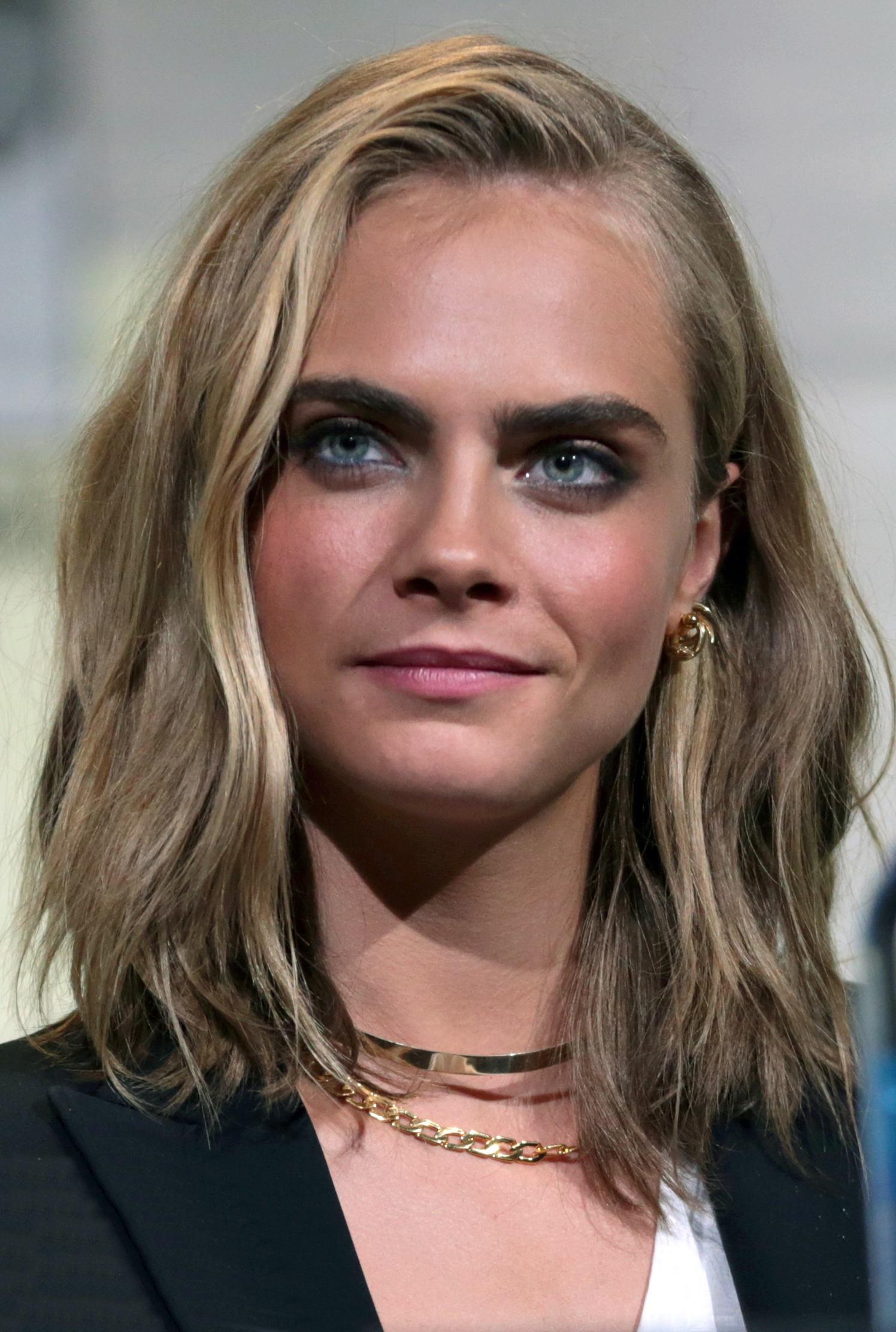
Cara Delevingne
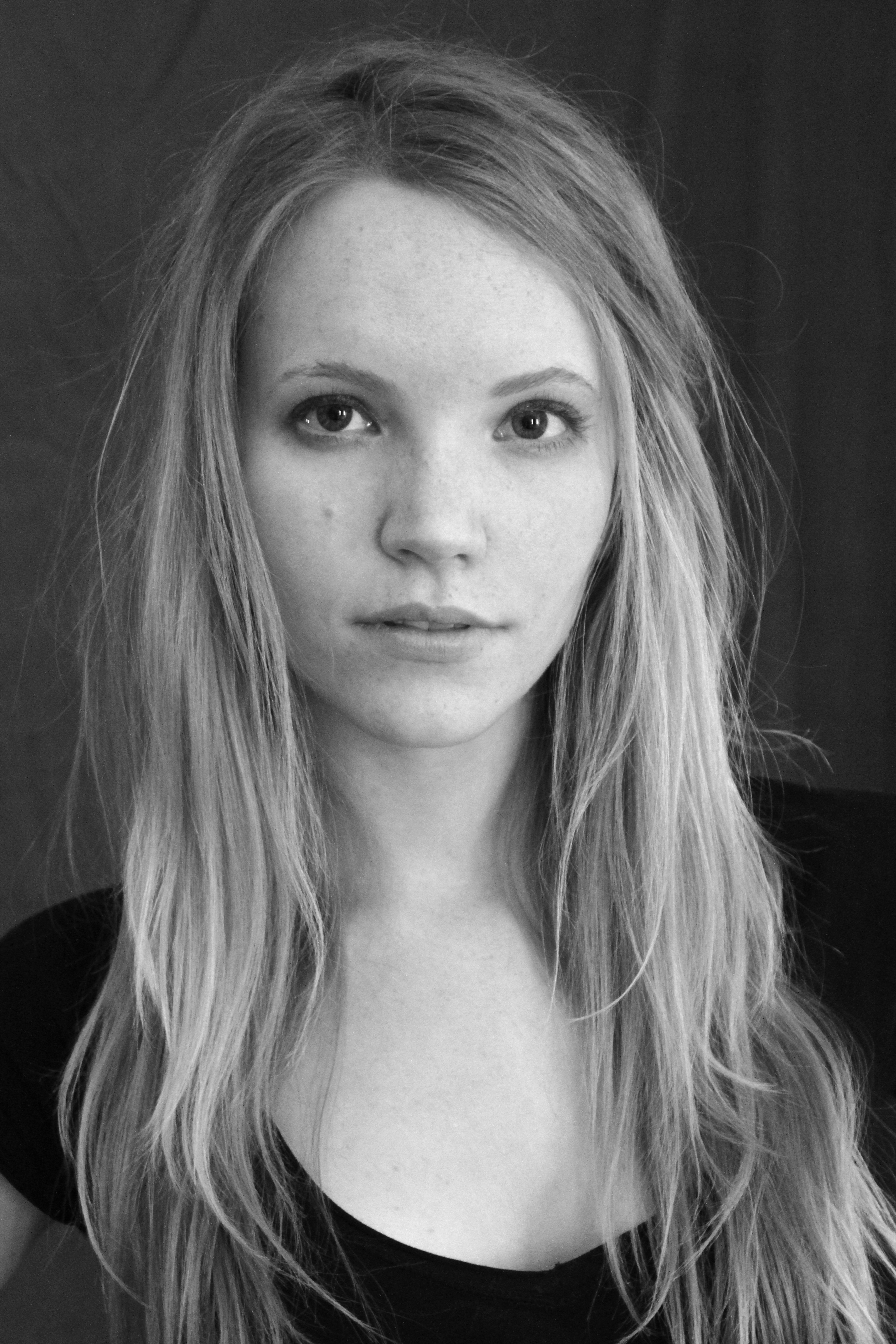
Tamzin Merchant
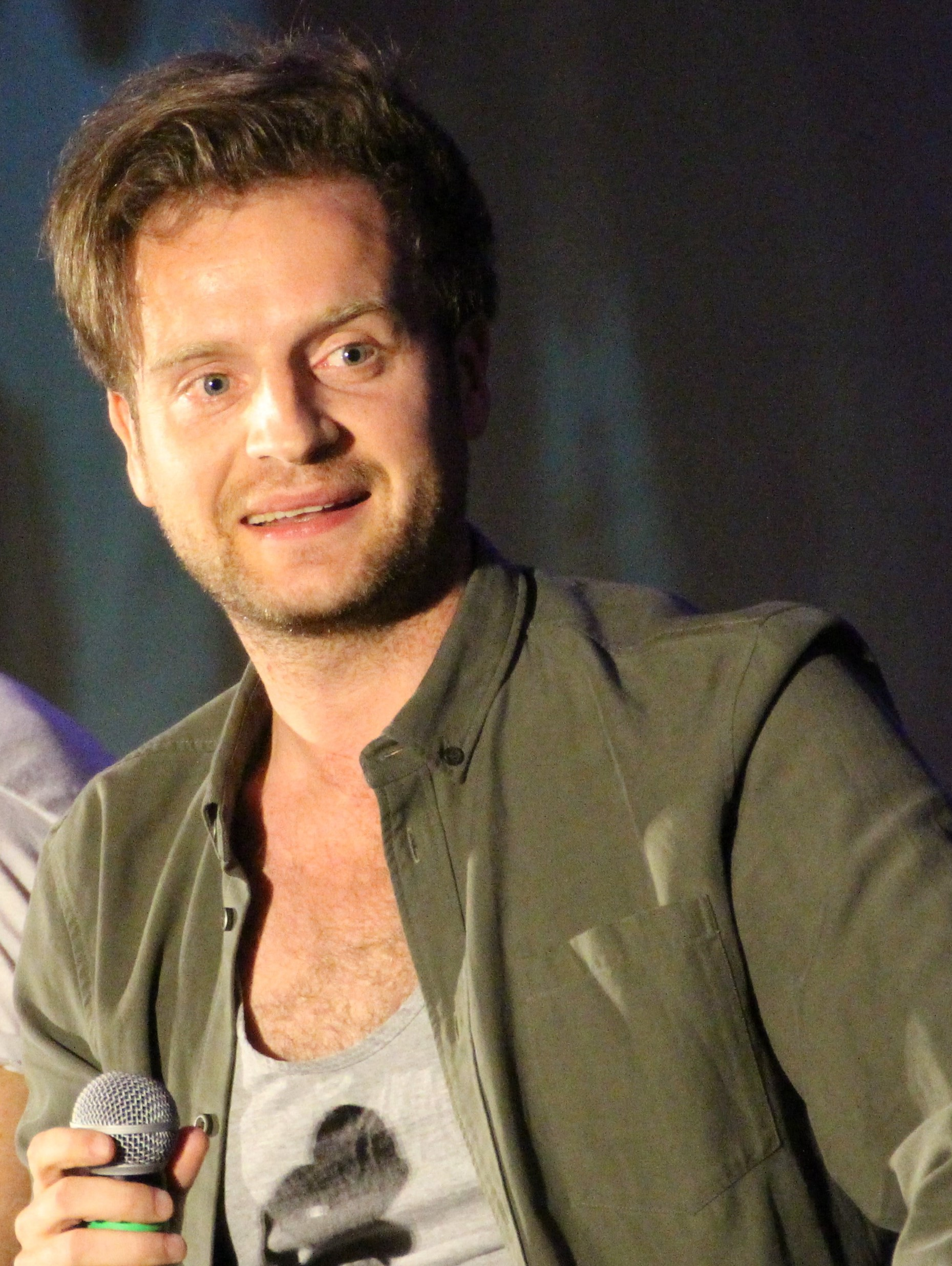
Andrew Gower
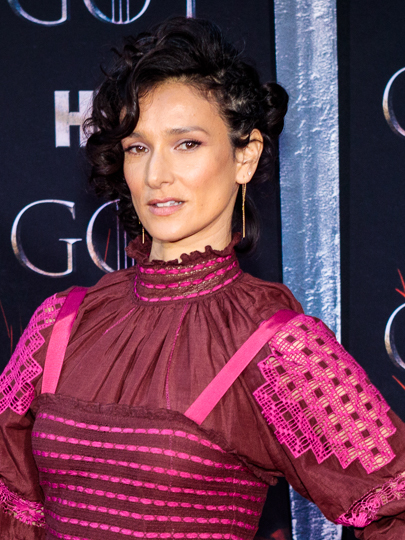
Indira Varma
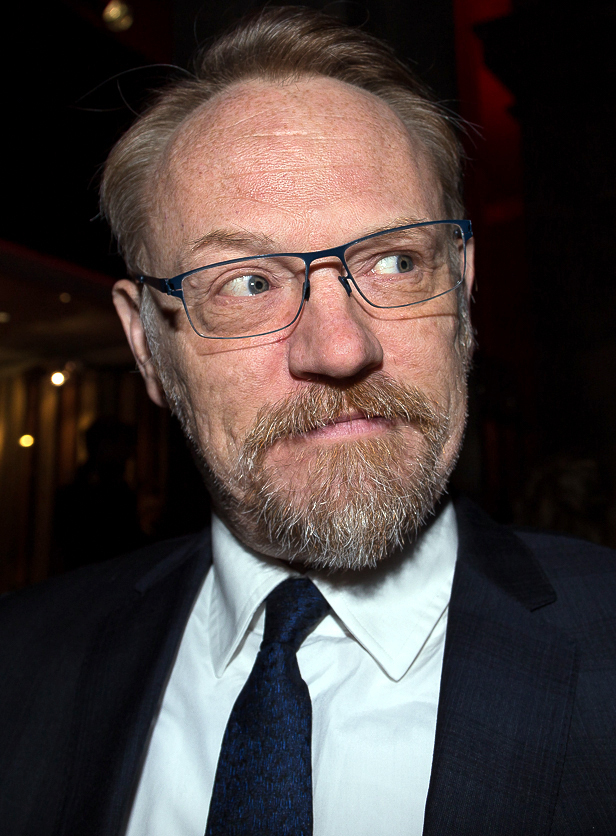
Jared Harris

### Personaggi ricorrenti
- Aoife Tsigani (stagioni 1-2), interpretata da Alice Krige, doppiata da Barbara Castracane.
Aruspice dotata di abilità magiche/soprannaturali al servizio di Piety Breakspear.
- Portia Fyfe (stagione 1), interpretata da Maeve Dermody, doppiata da Gaia Bolognesi.
 Affittuaria di Philo. È innamorata di lui, che non la ricambia completamente ma condivide spesso con lei momenti d’intimità.
- Agente Berwick (stagioni 1-2), interpretato da Waj Ali, doppiato da Daniele Giuliani.
Timido partner lavorativo di Philo.
- Agente Cuppins (stagione 1), interpretato da James Beaumont, doppiato da Paolo Vivio.
Un agente che trova innaturale l'interesse di Philo per gli esseri fatati.
- Afissa (stagioni 1-2), interpretata da Tracey Wilkinson, doppiata da Rossella Izzo.
Una cameriera e cuoca fata degli Spurnrose.
- Fleury (stagione 1), interpretata da Anna Rust, doppiata da Emanuela Ionica.
Una fata che si guadagna da vivere come prostituta insieme all'amica Tourmaline.
- Magistrato Flute (stagione 1), interpretato da Mark Lewis Jones, doppiato da Gianni Giuliano.
Il capo della Gendarmeria di Burgue che spinge i suoi agenti a solidarizzare tra loro e che frequentemente si scontra con Philo, per via della sua preoccupazione per il benessere degli esseri fatati.
- Madame Moira (stagione 1), interpretata da Leanne Best, doppiata da Valentina Mari.
Proprietaria del The Tetterby Hotel, impiegato come bordello.
- Cabal (stagione 1), interpretato da Theo Barklem-Biggs, doppiato da Gabriele Patriarca.
Un fatato scontento che cerca di unire i suoi fratelli.
- Ritter Longerbane (stagione 1), interpretato da Ronan Vibert, doppiato da Dario Oppido.
Padre di Sophie e principale oppositore politico di Absalom Breakspear e sostenitore della prima ora della campagna di soggiogamento degli esseri fatati.
- Dahlia (stagioni 1-2), interpretata da Chloe Pirrie, doppiata da Chiara Gioncardi.
La spietata fata leader del Corvo Nero, l’associazione criminale della città che mira al benessere delle fate.
- Quilliam "Quill" (stagione 1, guest stagione 2), interpretato da Scott Reid, doppiato da Flavio Aquilone.
Un valletto puck, licenziato dal Cancelliere, che si converte al radicalismo.
- Jenila (stagione 1, guest stagione 2), interpretata da Sinead Phelps.
Cameriera personale puck di Sophie Longerbane.
- Fergus (stagione 1, guest stagione 2), interpretato da Jim High, doppiato da Lorenzo Scattorin.
Servitore umano della famiglia del sig. Agreus.
- Aisling Querelle (stagione 1), interpretata da Erika Starkova.
Madre di Philo e fata, un tempo famosa come cantante, costretta a passare la sua vita rovistando tra i rifiuti. La sua sarà la prima morte avvenuta per mano del "dio oscuro".
- Phaedra (stagione 2), interpretata da Eve Ponsonby, doppiata da Gemma Donati.
Vigilante fatata e membro dei Corvi Neri.
- Mikulas Vir (stagione 2), interpretato da Andrew Buchan, doppiato da Oreste Baldini.
Generale dell'esercito del Patto che viaggia al Burgue per assicurarsi un accordo sulle armi.
- Kastor (stagione 2), interpretato da George Georgiou, doppiato da David Chevalier.
Membro di alto rango della Nuova Alba incaricato di supervisionare Agreus e Imogen.

## Produzione
Il 9 gennaio 2015, è stato annunciato che Amazon aveva firmato un accordo di sviluppo per la serie che, all'epoca, aveva Guillermo del Toro a bordo come co-sceneggiatore, produttore esecutivo e regista. La serie, destinata a essere co-scritta da del Toro, Travis Beacham e René Echevarria, si basa su una sceneggiatura del film, scritto da Beacham, intitolata A Killing on Carnival Row. La compagnia ordinò tre sceneggiature con l'aspettativa che se la serie fosse stata messa in produzione del Toro avrebbe diretto il primo episodio. Il 6 giugno 2016, è stato riferito che alla produzione era stato dato un ordine pilota con il team creativo precedentemente annunciato che doveva ancora essere coinvolto.
Il 10 maggio 2017, è stato annunciato che alla produzione era stato dato un ordine in serie con Beacham ed Echeverria che sono ancora produttori esecutivi e che Echeverria si aspettava di fare lo showrunner. È stato anche annunciato che il regista Paul McGuigan avrebbe diretto la serie. A questo punto, Del Toro si era allontanato dal progetto, poiché il suo programma cinematografico non gli aveva permesso di rimanere come produttore esecutivo mentre il progetto andava avanti. Il 10 novembre 2017 è stato annunciato che il regista Jon Amiel aveva sostituito McGuigan come regista.
Il 3 giugno 2019, è stato annunciato che la serie sarebbe stata presentata in anteprima il 30 agosto 2019.
Nel luglio 2019, è stato annunciato che Amazon aveva rinnovato la serie per una seconda stagione.
Nel novembre 2022 Amazon ha annunciato che la stagione sarà l’ultima della serie.

### Casting
Nell'agosto 2017, è stato annunciato che Orlando Bloom e Cara Delevingne erano stati scelti per interpretare i due ruoli principali della serie. Il 22 settembre 2017, è stato riferito che David Gyasi, Karla Crome, Indira Varma e Tamzin Merchant si erano uniti al cast. Nell'ottobre 2017, è stato annunciato che Simon McBurney, Alice Krige e Jared Harris erano stati scelti in ruoli ricorrenti. Il 15 dicembre 2017 è stato annunciato che Andrew Gower e Jamie Harris erano stati scelti in ruoli ricorrenti. Il 30 gennaio 2018, è stato riferito che Scott Reid si era unito al cast. L'8 ottobre 2018, è stato riferito che Anna Rust si era unita al cast in modo ricorrente.

### Riprese
La serie ha trascorso quasi cinque mesi in pre-produzione prima dell'inizio delle riprese. La serie è stata girata interamente nella Repubblica Ceca per 108 giorni di riprese. Le riprese principali sono iniziate nell'ottobre 2017. Nel febbraio 2018, è stato riferito che la serie stava girando a Praga.
Gran parte del lavoro è stato svolto presso i Barrandov Studios di Praga, mentre le location includevano la città di Liberec, i castelli di Frýdlant e Krnsko e l'area delle Prachov Rocks (Prachovské skály).
Le riprese si sono concluse il 14 marzo 2018.

## Promozione
Il teaser ufficiale è stato pubblicato il 3 giugno 2019.

## Distribuzione
La serie ha debuttato il 30 agosto 2019.
In Italia, la prima stagione è stata distribuita in lingua originale il 30 agosto 2019 su Prime Video e il 22 novembre dello stesso anno con il doppiaggio in italiano.
La seconda stagione è disponibile dal 17 febbraio 2023.

## Accoglienza
La prima stagione ha ricevuto recensioni miste dalla critica. Rotten Tomatoes riporta il 57% delle recensioni professionali positive, con un voto medio di 5,90 su 10 basato su 68 critiche. Il consenso critico del sito web indica: «Splendida, ma ampollosa, Carnival Row vanta una mitologia meticolosamente realizzata e un mondo immaginario stucchevolmente ricreato - sfortunatamente la sua storia di chi ha e chi non ha, è andata avanti troppo.» Metacritic, invece, ha assegnato un punteggio di 58 su 100 basato su 22 recensioni, indicando "recensioni miste".
La seconda stagione ha ricevuto recensioni miste dalla critica. Rotten Tomatoes riporta il 41% delle recensioni professionali positive, con un voto medio di 6,10 su 10 basato su 17 critiche. Il consenso critico del sito web indica: «Ancora più discontinua di prima, la seconda stagione di Carnival Row non è priva di ambizione, ma le sue dettagliate sottotrame interminabili quasi sempre combaciano in una narrazione senza prospettive.» Metacritic, invece, ha assegnato un punteggio di 55 su 100 basato su 5 recensioni, indicando "recensioni miste".